# D-Rive
D-Rive（ドライブ）は、日本の女性アイドルグループ。プラチナムプロダクション所属。レーベルはJolly Roger。2014年6月、「DORive（ドライブ）」に改名した。2015年頃活動停止。
ジョリー・ロジャーがプロデュースするアイドルプロジェクト「セクシー☆オールシスターズ」に属する。

## 概要
元々は2009年に映画『走り屋ZERO』の主題歌制作のオーディションで、応募総数1,532名の中から林弓束と泰原沙也加の2名が選ばれ6月に結成された。しかし、結成からわずか4ヵ月後に泰原が体調不良で脱退。代わりに12月30日、SHIBUYA BOXXで行われたライブから黒沢美怜が加入した。
2010年1月27日にシングル「スピードクイーン」を発売。以後も林と黒沢の二人でライブを積極的に行い4年以上に渡り活動を続けたが、2014年1月、林が兼任していたprediaの活動に専念するためセクシー☆オールシスターズのライブをもってD-Riveを卒業。
2014年6月、馬越幸子と新海令奈の加入を機にユニット名を「DORive」と改名。6月8日に新宿BLAZEで行われたライブから3人組としての活動を始める。10月に東京・お台場で行われた『TOKYO DRIFT IN ODAIBA』へ出演したりしたが、12月27日、所属事務所の地下1階にあるイベントスペースで行われたライブをもって黒沢が卒業。
2015年2月、馬越と新海の両名ともユルリラポに加入。2016年6月、新海がDORiveとユルリラポを卒業。8月には馬越が事務所との契約を終了した。

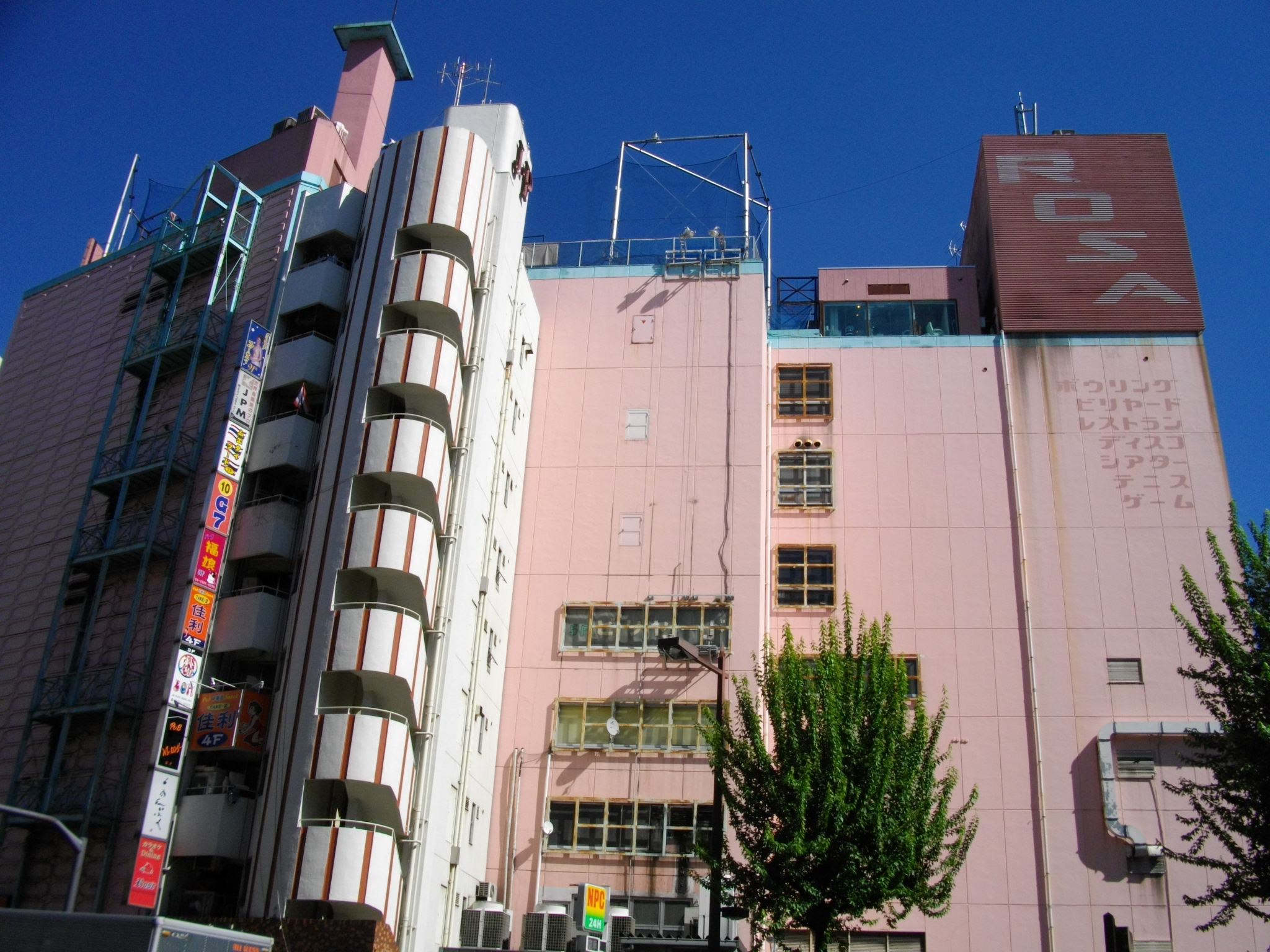
D-Rive結成のきっかけとなった映画『走り屋ZERO』が上映された池袋シネマ・ロサ（ロサ会館内）
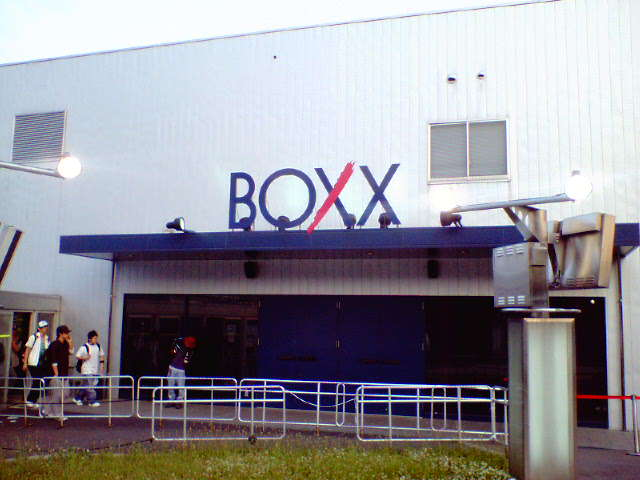
黒沢がD-Riveメンバーとして初ライブを行ったSHIBUYA BOXX（2005年5月28日撮影）
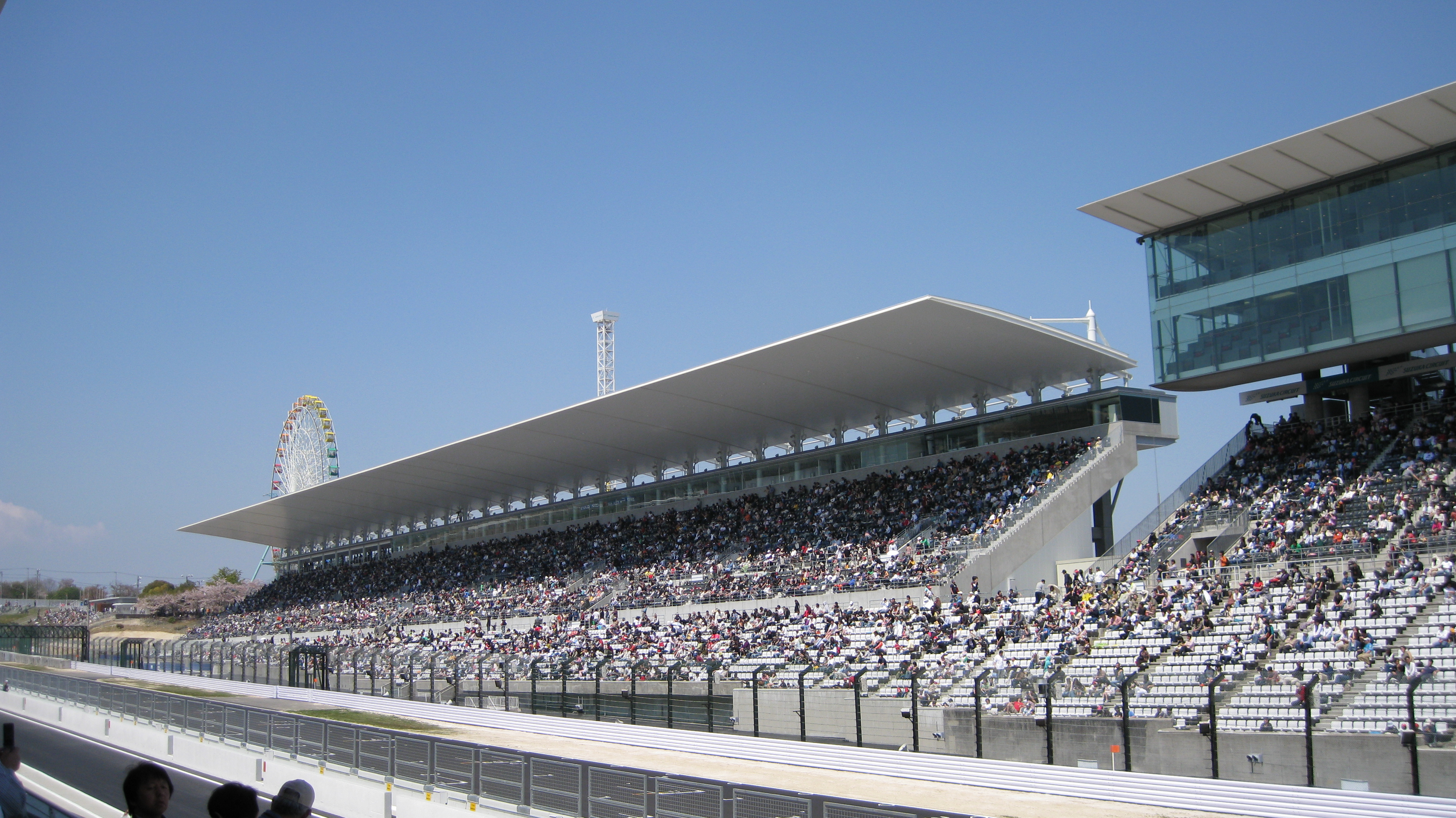
鈴鹿サーキット。2010年5月29日[7]と2011年10月22日・23日[8]のスーパー耐久開催時にオフィシャルステージでライブを行った。

## メンバー

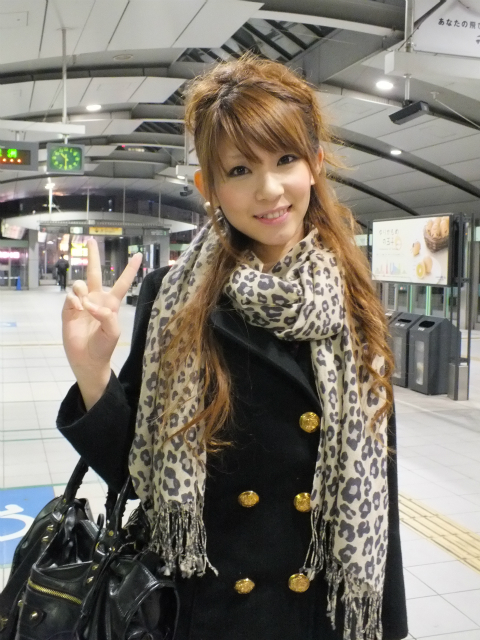
2014年からDORiveに加入した馬越幸子（2012年2月25日撮影）

| 名前                     | 生年月日（年齢）      | 出身地 | 備考                                                                                  |
| ------------------------ | --------------------- | ------ | ------------------------------------------------------------------------------------- |
| 馬越幸子 うまこし さちこ | 1991年1月5日（34歳）  | 岡山県 | 2014年6月加入、2015年2月からユルリラポ 元predia                                       |
| 新海令奈 しんかい れな   | 1989年12月4日（35歳） | 千葉県 | 2014年6月加入、2015年2月からユルリラポ 準日テレジェニック2013、ベストスレンダー賞受賞 |

### 旧メンバー
| 名前                       | 生年月日（年齢）      | 出身地 | 在籍期間                | 備考                                                              |
| -------------------------- | --------------------- | ------ | ----------------------- | ----------------------------------------------------------------- |
| 泰原沙也加 やすはら さやか | 1989年5月8日（35歳）  | 埼玉県 | 2009年6月 - 10月        | 舞台『PUNCH LINE! Vol.04』 （2009年5月5日、銀座みゆき館劇場）出演 |
| 林弓束 はやし ゆづか       | 1987年1月25日（38歳） | 滋賀県 | 2009年6月 - 2014年1月   | 2012年1月からpredia兼任                                           |
| 黒沢美怜 くろさわ みれい   | 1989年3月23日（35歳） | 東京都 | 2009年12月 - 2014年12月 | 『美脚戦隊スレンダー』としても活動                                |

## 作品

### シングル
1. スピードクイーン（2010年1月27日、Jolly Roger）
  1. スピードクイーン
    - 作詞：S.K.Line、作曲・編曲：Redwood Humberg Jr.

  2. Escape
    - 作詞：S.K.Line、作曲・編曲：Redwood Humberg Jr.

  - 「スピードクイーン」「Escape」のPVとそのメイキング映像を収録したDVD付き
2. ギアスパーク（2010年9月22日、Jolly Roger）
  1. ギアスパーク
    - 作詞：桜瓜苺、作曲・編曲：Redwood Humberg Jr.

  2. Drive away
    - 作詞：桜瓜苺、作曲・編曲：Redwood Humberg Jr.

  - 「ギアスパーク」のPVとそのメイキング映像、振付映像を収録したDVD付き

## 関連人物
- 竹中夏海 - 振付を担当